# Dennis Nilsen
Dennis Andrew Nilsen (Fraserburgh, 23 november 1945 – Full Sutton, 12 mei 2018) was een Brits seriemoordenaar.
Nilsen vermoordde van 1978 tot en met 1983 ten minste vijftien jongens en mannen, waarna hij hun lichamen bewaarde voor necrofiele doeleinden. Voor zes moorden en twee pogingen daartoe werd Nilsen in november 1983 veroordeeld tot een levenslange gevangenisstraf. Daar werd een whole life tariff-mechanisme aan verbonden, waardoor hij daadwerkelijk tot zijn dood opgesloten moest blijven.
Nilsen werd door media ook de Taxi killer, Muswell Hill Murderer en de Kindly Killer genoemd. Er werd een miniserie over hem gemaakt die kortweg "Des" werd genoemd.

## Werkwijze
Nilsen was de zoon van een Schotse moeder en een Noorse vader. Hij had een weinig stabiele jeugd. Zijn vader was alcoholist en zijn ouders gingen uit elkaar toen hij vier was. Nadat zijn moeder hertrouwde, moest hij bij zijn grootouders gaan wonen, maar na een paar jaar moest hij weer terug naar zijn moeder.
Nilsen begon op zijn laatst in 1978 met het oppikken van mannen, voornamelijk studenten en daklozen. 's Nachts bij hem thuis wurgde of verdronk hij ze vervolgens. Na zijn arrestatie verklaarde hij dat hij daarmee begon omdat hij niet wilde dat ze hem verlieten en hij weer alleen was. Nilsen bewaarde de lijken om daar op latere momenten nog seks mee te kunnen hebben. Wanneer hij klaar was met een stoffelijk overschot, sneed hij het in stukken. De overblijfselen verbrandde hij, spoelde hij door het toilet of liet hij achter als voedsel voor dieren in het bos.
Nilsen verhuisde in 1981 naar een nieuwe woning. Hij had daar alleen geen ruimte meer om lijken onder de vloer weg te werken en ook geen tuin. Daarom kookte hij de stoffelijke overschotten om ze te ontdoen van hun vlees, dat hij daarna in kleine stukjes hakte die hij door het toilet spoelde. Dit leidde zijn ondergang in. De afvoerleiding raakte verstopt en het bedrijf dat dit schoon kwam maken, ontdekte dat een vleesachtige substantie de oorzaak was. De politie werd ingeschakeld, die ontdekte behalve vlees ook kleine botjes, wat na onderzoek allemaal afkomstig van mensen bleek.

## Ontmaskering
Drie politieagenten wachtten Nilsen op toen hij van zijn werk kwam om met hem te praten over de verstopte afvoerpijp. Op het moment dat ze samen zijn woning binnengingen, roken ze rottend vlees. Nilsen gaf toe dat hij plastic tassen met menselijke resten in zijn kleerkast had staan en werd gearresteerd. Op weg naar het politiebureau vertelde hij sinds 1978 vijftien à zestien mensen te hebben vermoord. Het precieze aantal, zei hij niet te kunnen vertellen. Bij doorzoeking werden in zowel zijn huidige als vorige woning resten van menselijke overblijfselen gevonden in een theekistje, de kledingkast en de tuin.

## Rechtszaak
Tijdens zijn rechtszaak pleitte Nilsen verminderd toerekeningsvatbaar te zijn, om niet voor moord maar voor doodslag te worden veroordeeld. Niettemin werd hij op 4 november 1983 veroordeeld tot 25 jaar gevangenisstraf voor zes moorden plus twee pogingen daartoe. De Secretary of State for the Home Department paste vervolgens het whole life tariff toe om ervoor te zorgen dat Nilsen nooit meer vrij zou komen.

## Dood
Nilsen stierf in 2018 na een ingreep als gevolg van een inwendige bloeding in de HMP Full Sutton maximum security prison in Yorkshire.

## Documentaire
Op Netflix verscheen de documentaire Memories of a Murderer: The Nilsen Tapes (2021) over Nilsen.

## Huis van Nilsen
In mei 2023 werd bekend dat het huis waarin Dennis Nilsen zijn slachtoffers vermoordde, ontleedde, opat en begroef wordt verkocht voor zo’n 1.7 miljoen euro. Van zijn appartement wordt een ‘gezinswoning’ met zes slaapkamers gemaakt. De huidige eigenaren kregen het advies van de makelaar om het adres van de woning te googelen, voordat ze zouden besluiten om het wel of niet te kopen. Toen ze hoorden wat er in de woning gebeurd was, waren ze al verliefd geworden op het huis.